# Catharine Sophie Wilhelmine Moltke
Catharine Sophie Wilhelmine Caroline lensgrevinde Wedell-Wedellsborg, født komtesse Moltke (14. september 1737 i Stege – 15. april 1806 i København) var en dansk adelsdame.
Hun var datter af overhofmarskal Adam Gottlob Moltke og dennes 1. hustru Christiane Frederikke Brüggmann og blev 16. juni 1752 gift på Hirschholm Slot med grev Hannibal Wedell til grevskabet Wedellsborg (1731-1766).
Hun var hofdame hos dronning Louise og blev 1761 (31. marts) Dame de l'union parfaite, da hendes gifte søstre i samme position modtog denne orden. Hun blev af Frederik V udset til dennes hustru 1752, hvilket blev forhindret af faderen, der straks lod hende forlove m. lensgreve Wedell. Boede 1766-1793 som enke på Bregentved og 1793-1806 på Turebyholm.